# Cosmia saturata
Cosmia saturata är en fjärilsart som beskrevs av Otto Staudinger 1892. Cosmia saturata ingår i släktet Cosmia och familjen nattflyn. Inga underarter finns listade i Catalogue of Life.